# 그랜드마스터 (무술)
그랜드마스터(Grandmaste) 및 마스터(Master)는 일부 선임 또는 숙련된 무술가를 설명하거나 언급하는 데 사용되는 표현이다. 일반적으로 이러한 칭호는 본질적으로 명예롭게 여겨진다. 즉, 순위를 부여하는 것이 아니라 학교, 시스템 또는 스타일에서 매우 존경받는 개인을 구별한다는 의미이다.

## 나라별 호칭

### 한국
한국에서는 일반적으로 4단 이상을 사범(師範), 또는 사범님(師範님)이라고 부른다.

## 같이 보기
- 단 (단계)
- 공수도
- 중국 무술
- 태권도